# Tvåtjärnarna (Anundsjö socken, Ångermanland)
Tvåtjärnarna är en sjö i Örnsköldsviks kommun i Ångermanland och ingår i Moälvens huvudavrinningsområde.